# Оганесян, Николай Оганесович
Николай Оганесович Оганесян (арм. Նիկոլայ Հովհաննեսի Հովհաննիսյան; 10 июня 1930 — 24 апреля 2024) — советский и армянский историк-востоковед, доктор исторических наук (1968), профессор (1971), член-корреспондент НАН РА (2006).

## Биография
Родился 10 июня 1930 года в городе Ленинакан (Гюмри). Окончил факультет международных отношений Ереванского университета (1953) и его аспирантуру (1956).
С 1960 года работал в Институте востоковедения АН Армянской ССР: младший научный сотрудник (1960—1961), старший научный сотрудник (1961—1971), заведующий отделом Арабских стран (1971—2001), заместитель директора (1984—1995), директор (1995—2006), с 2006 г. советник директора и заведующий Отделом международных и региональных связей Ближнего и Среднего Востока.
С 2007 года по совместительству советник руководителя Института национальных стратегических исследований имени Драстамата Канаяна Министерства обороны Республики Армения.
Диссертации:
- Борьба большевиков против армянского буржуазного национализма в 1907—1914 гг. : диссертация … кандидата исторических наук : 07.00.00. — Ереван, 1958. — 265 с.
- Национально-освободительное движение в Ираке, 1917—1958 гг. : диссертация … доктора исторических наук : 07.00.00. — Ереван, 1967. — 580 с.

В 1961 году был одним из организаторов Отдела Арабских стран Института востоковедения.
Доктор исторических наук (1968), профессор (1972), заслуженный деятель науки РА (2003), член-корреспондент НАН РА (2006).
Награждён медалью Мовсеса Хоренаци (2001).
Сочинения:
- Национально-освободительное движение в Ираке (1917—1598 гг.) [Текст] / Н. О. Оганесян ; АН АрмССР, Ин-т востоковедения. — Ереван : Изд-во АН Арм. ССР, 1976. — 394 с.; 22 см.
- Отношения Иракской Республики со странами Арабского Востока / Н. О. Оганесян. — Ереван : АН АрмССР, 1985. — 115 с.; 20 см.
- Революционный процесс в арабском мире / Н. О. Оганесян; АН Армении. — Ереван : Изд-во АН Армении, 1990. — 95,[1] с.; 20 см.
- Революционный процесс в арабском мире / Н. О. Оганесян; АН Армении. — Ереван : Изд-во АН Армении, 1990. — 95,[1] с.; 20 см.
- В ближневосточном и восточноазиатском политическом водовороте [Текст] : записки востоковеда : аналитические материалы, представленные высшему руководству Советского Союза / Николай Оганесян ; Национальная академия наук Армении, Институт востоковедения. — Ереван : издание Либерально-демократической (РАМКАВАР) партии, 2019. — 207, [1] с. : ил., портр.; 20 см; ISBN 978-99941-0-911-1